# Tillandsia glabrior
Tillandsia glabrior là một loài thuộc chi Tillandsia. Đây là loài đặc hữu của México.